# Chiesa dello Spirito Santo (Nicolosi)
La chiesa dello Spirito Santo, o chiesa madre, è la chiesa principale di Nicolosi in Sicilia.

## La chiesa
Intitolata allo Spirito Santo, in stile barocco, presenta una navata unica e pianta a doppia croce latina, nonché una tipica facciata rettangolare dalle spigolature in pietra lavica.
Costruita su progetto del Vaccarini nella prima metà del '700 dopo gli eventi catastrofici del 1669 ed i successivi del 1693 che avevano praticamente distrutto la precedente costruzione che sorgeva tangente all'antica via di comunicazione con Belpasso e Pedara, incuneandosi nella grande curva che la strada doveva allora formare, custodisce all'interno pregevoli opere d'arte, tra cui un magnifico crocifisso ligneo del XVI secolo ed un coro ligneo del XVII sec. sormontato dai bassorilievi in gesso, opere di V. Torre, raffiguranti l'Ultima Cena.
Sicuramente la chiesa doveva avere un aspetto simile alle altre "chiese nere" del territorio etneo, così definite per l'uso notevole della pietra lavica nelle decorazioni e nei cornicioni ma poi il prospetto cambiò alla fine dell'800 secondo il gusto della moda ottocentesca in arenaria bianca. Il campanile, invece, non ha subito modifiche rispetto al 1721 probabile data di costruzione. L'iscrizione scolpita L 121 potrebbe anche interpretarsi come anno o come altezza in palmi del campanile stesso rispetto alla lunghezza della chiesa.
Si osserva che il campanile non costituisce parte integrante del prospetto ma si erge accanto in piena autonomia architettonica: presenta un doppio basamento in pietra lavica ed è attorniato a diverse altezze da tre cornicioni che segnano lo spazio rispettivamente dell'orologio, delle campane e della guglia.
All'inizio della Quaresima, nella chiesa madre l'altare viene nascosto da una Tela che viene fatta cadere il giorno della S. Pasqua. La Tela databile al 1846 è stata cucita dalle “Pie Donne” di Nicolosi, è in lino ed ha una altezza di oltre venti metri nonché una larghezza di circa otto. È stata dipinta da Giuseppe De Stefani e rappresenta la Deposizione dalla Croce con colori dal turchese al blu oltremare.